# Richard le Poitevin
Richard le Poitevin, connu également sous le nom de Richard de Poitiers ou de Richard de Cluny, était un moine clunisien, historien, chroniqueur et poète, probablement né en Aunis, et mort entre 1171 et 1174.

## Biographie
On sait peu de choses sur la vie de Richard de Poitiers au-delà des moindres détails biographiques suggérés dans le titre et la dédicace précédant sa Chronica. Son nom, Richardus Pictauiensis, indique qu'il était originaire du Poitou. Il se fait appeler monachus cluniacensis, terme ambigu suggérant soit qu'il était moine de l' abbaye de Cluny, soit qu'il était membre du réseau européen des monastères clunisiens (l'Ecclesia Cluniacensis). Les chercheurs n'ont identifié aucune autre preuve concluante de sa vie ou de ses antécédents. Sur la base d'un matériel local unique dans un seul manuscrit de la Chronique de Richard, Élie Berger a conclu qu'il résidait dans un prieuré clunisien sur l'île d'Aix. Les travaux ultérieurs d'Ingeborg Schnack suggéraient, au contraire, que Richard écrivait dans le scriptorium de l'abbaye de Cluny. L'absence de toute preuve concluante rend difficile la résolution de ce désaccord. L'extrait de la dédicace par Richard de sa chronique à Pierre le Vénérable, montre qu'il l'a rédigée avant 1156, année de la mort de Pierre. Les poèmes attribués à la paternité de Richard comprennent une ode à Londres, une condamnation du mal de mer et l'éloge de Henri, évêque de Winchester, qui suggèrent tous deux que Richard a voyagé au-delà des limites de la France médiévale, entre 1143 et 1154.
Richard de Poitiers ne doit pas être confondu avec Richard d'Ilchester, un contemporain anglais qui était également connu sous le nom de Richard de Poitiers alors qu'il était archidiacre de la cathédrale de Poitiers. Il faut aussi le distinguer du roi Richard Ier d'Angleterre, que certains chroniqueurs des croisades appellent Richard de Poitiers.

## Écrits

### Chronique
L'œuvre majeure de Richard porte le titre Chronica Richardi Pictavensis, Cluniacensis monachi, de diversis libris collecta (Chronique de Richard de Poitiers, moine de Cluny, compilée à partir de nombreuses sources : manuscrit de la Bibliothèque nationale de France, cote NAL 670, cote : Latin 5014), qui attire l'attention sur la nature de l'œuvre en tant que compilation. Dom Edmond Martène a publié en 1729 la version de la chronique se trouvant dans la manuscrit appartenant à Colbert, aujourd'hui Latin 5014, dans le tome V de son Amplissima collectio. Ludovico Antonio Muratori a reproduit en 1741 dans Antiquitates Italiæ medii ævi le texte de la chronique trouvé dans un manuscrit de la Bibliothèque apostolique vaticane. En 1781, les continuateurs de dom Bouquet ont publié dans le tome XII du Recueil des historiens des Gaules et de la France, pages XXXVI, 411-421, le texte des chroniques établi à partir des papiers laissés par Dom Mabillon et de  Martène et Muratori.
Dans sa dédicace, Richard propose une liste de sources consultées pour la rédaction de sa chronique :
Dans cet ouvrage, j'ai extrait des livres de saint Augustin, saint Jérôme, saint Isidore, Théodulf d'Orléans, Flavius Josèphe, Pseudo-Hégésippe, Eutrope, Tite-Live, Suétone, Aimoinus, Justin (historien) (rédacteur d'un Abrégé des Histoires philippiques à partir de l'ouvrage de Trogue Pompée), Fréculf de Lisieux, Paul Orose, Anastase le Bibliothécaire, Anneus Florus, Grégoire de Tours, Bède le Vénérable, Adon de Vienne, Gildas le Sage (historien de la Bretagne), Paul Diacre (historien des Lombards), et de quelques autres.
La chronique de Richard inclut tacitement du matériel d'historiens contemporains, comme l'histoire des croisades de Foucher de Chartres ainsi que de la littérature fantastique, comme la Lettre d'Alexandre à Aristote du pseudo-Alexandre et l'Histoire des rois d'Angleterre de Geoffroy de Monmouth.
Une première version allant jusqu'en 1153 est dédiée à Pierre le Vénérable. Une deuxième version est sans lettre dédicatoire, et une troisième version va jusqu'en 1170. Une quatrième version est menée jusqu'en 1174 mais ne serait pas de la main de Richard le Poitevin.

### Autres ouvrages historiques
Richard a compilé un catalogue des papes jusqu'à Alexandre III dont les brèves entrées ont fourni des informations de base sur l'heure et la durée de leur papauté, leur nation d'origine et les événements distinctifs (tels que les miracles accomplis, les synodes tenus).
Il a aussi rédigé une courte chronique de l'Aunis racontant la destruction de Châtelaillon, en 1130.

### Traités
Les deux brèves descriptions de Richard du clergé romain sont intitulées Sur les sept évêques qui sont les vicaires du pape et Sur les sept évêques, les diacres ... qui assistent le pape célèbrent la messe. Ces deux ouvrages décrivent brièvement les personnages qui détiennent une fonction religieuse et qui sont dignes de servir aux côtés du pape au pouvoir et dans la sainteté.

### Poèmes
John Bale, théologien et bibliophile du XVIe siècle, attribue sept poèmes au total à Richard. L'éditeur le plus récent ne sait pas lesquels peuvent être attribués à Richard le Poitevin.

## Source
- (en) Cet article est partiellement ou en totalité issu de l’article de Wikipédia en anglais intitulé « Richard of Poitiers » (voir la liste des auteurs).